# Косіор Лізавета Сергіївна
Лізавета Сергіївна Косіор (1895, Рязань — 28 серпня 1938, Бутово-Коммунарка) — дружина колишнього керівника УРСР, першого секретаря Комуністичної партії України Косіор Станіслава Вікентійовича.

## Біографічні дані
Народилася 1895 року в Рязані.
Заарештована 3 травня 1938 року. Розстріляна згідно особистої резолюції В. М. Молотова, написаної ним одноосібно. Засуджена Військовою коллегією Верховного суду СРСР за звинуваченням в тому, що була дружиною керівника контрреволюційної терористичної організації і сприяла йому в злочинній діяльності. Засуджена до розстрілу 28 серпня 1938 року. Вирок було виконано 28 серпня 1938 року.
Реабілітована 19 травня 1956 року, постановою Військової колегії Верховного суду СРСР.

## Сім'я
- Чоловік — Косіор Станіслав Вікентійович (1889—1939)
- Донька — Косіор Тамара Станіславівна (1922—1938)
- Син — Косіор Володимир Станіславович (1922—1942)